# Hannelore Küster
Hannelore Küster ist eine ehemalige deutsche Tischtennisspielerin mit aktiver Zeit in den 1950er Jahren. Bei der Deutschen Meisterschaft 1954 gewann sie Bronze im Gemischten Doppel.
Hannelore Küster spielte bis 1956 bei Lokomotive Stendal und wechselte dann zu Concordia Hamburg. Zusammen mit Hans Täger erreichte sie bei der Deutschen Meisterschaften 1954 das Halbfinale im Mixed. Für Concordia nahm sie im Dezember 1957 als einzige Spielerin des Klubs an den Hamburger Meisterschaften teil und erreichte dort mit Horst Stettinger (Hamburger SV) das Viertelfinale im Gemischten Doppel. Im Damen-Doppel konnte sie mit Irmgard Neuhoff vom SC Sperber sogar das Endspiel erreichen, das jedoch mit 0:3 gegen Ursula Paulsen und Ingrid Schröder (beide Hamburger SV) verloren ging.